# Собачьи истории
«Собачьи истории» (фр. Chienne d'histoire) — короткометражный анимационный фильм снятый на студии Sacrebleu Productions французским режиссёром Сержем Аведикяном. Обладатель Золотой Пальмовой ветви на Международном Каннском кинофестивале. Другое название: «Лающий остров» (Barking island).

## История создания
Фильм был снят в 2010 году на студии Sacrebleu Productions французским режиссёром армянского происхождения Сержем Аведикяном. Согласно автору фильм является своеобразной метафорой, рассказывающей о судьбе армян в Османской империи в период геноцида армян 1915 года. Режиссёр отметил, что снимает фильмы для того, чтобы его дети, которые живут в Париже, не забыли путь, который прошёл их прадед.

## Сюжет
События фильма разворачиваются в 1910 году в Константинополе. Улицы наводнены бродячими собаками. Османское правительство решает избавиться от них вывезя всех бродячих собак из Константинополя на необитаемый остров в Мраморном море.

## Съёмочная группа
- Серж Аведикян — режиссёр
- Карине Мазлумян — Сценарий и Диалоги
- Серж Аведикян — Сценарий и Диалоги
- Федерик Триболе — Изображения
- Томас Азюело — Пейзажи
- Мишель Карски- Музыка
- Шанталь Каглио — Монтаж
- Кристоф Эраль — Звук
- Джиммай Одоин — Оживление

## Награды
24 мая 2010 года на Международном Каннском кинофестивале фильм победил в номинации лучший короткометражный фильм, а режиссёр Серж Аведикян был награждён Золотой Пальмовой ветвью, которую вручали режиссёр Атом Эгоян и актриса Мишель Родригес. Сам же автор на церемонии награждения отмечая связь его работы с судьбой армян в период геноцида осуществленного в начале XX века заявил: 
Я делаю фильмы для истории, чтобы связь между моим дедом и моим детьми не прервалась

## Связь с другими произведениями
- История о Собачьем острове была также рассказана в романе французского писателя армянского происхождения Ваге Кача «Кинжал в саду» о Геноциде армян в Османской империи. В 1910 году на остров было вывезено 30 тысяч бездомных собак[3].
- Выселению всех собак на остров также посвящён анимационный фильм 2018 года «Остров собак» американского режиссёра Уэса Андерсона.